# Kubawaldsänger
Der Kubawaldsänger (Setophaga pityophila, Synonym: Dendroica pityophila) ist ein kleiner Singvogel aus der Gattung Dendroica in der Familie der Waldsänger (Parulidae). Das Verbreitungsgebiet befindet sich auf Kuba und auf den Bahamas. Die IUCN listet die Art als „nicht gefährdet“ (least concern).

## Merkmale
Kubawaldsänger erreichen eine Körperlänge von 13 Zentimeter und ein Gewicht von 7,2 bis 8,4 Gramm. Die Flügellänge beträgt bei den Männchen 5,6 bis 6,04 Zentimeter, bei den Weibchen 5,59 bis 5,77 Zentimeter. Adulte männliche Kubawaldsänger haben ein gelblich-olivgrünes Kronengefieder und ein schiefergraues Kopfseitengefieder sowie Nacken- und Oberseitengefieder. Die Flügel sind schwärzlich mit schmalen blassen grauen Federränder und weißen Flügelbinden. Die Kehle und das obere Brustgefieder, das nach hinten mit unregelmäßigen gefleckten schwarzen Streifen umrandet ist, ist leuchtend gelb. Das restliche Unterseitengefieder mit getönten bräunlich-oliven Flanken ist weiß. Der Schwanz ist schwärzlich mit schmalen schiefergrauen Federränder und weißen Schwanzspitzen an den äußeren Federn, der Schnabel schwärzlich und die Beine sind schwärzlich-braun.
Die adulten Weibchen ähneln den Männchen. Das Gefieder ist insgesamt stumpfer. Das graue Oberseitengefieder ist blass bräunlich-oliv getönt, die Krone etwas blasser grün und kaum gelblich verwaschen.

## Vorkommen, Ernährung und Fortpflanzung
Kubawaldsänger kommen auf den Bahamas (Grand Bahama, Great Abaco und Little Abaco) und auf Kuba (Pinar del Río und im Nordosten von Oriente) vor. Die standorttreuen Tiere bewohnen offene Kiefernwälder. Sie ernähren sich zum größten Teil von Insekten. Einige Individuen konnten auch auf den Bahamas an Blüten von Agave braceana bei der Aufnahme von Nektar beobachtet werden. Das napfförmige mit einigen Federn ausgekleidete Nest wird in Höhen von 2 bis 15 Metern in Kiefern errichtet und gewöhnlich nah am Baumstamm. Ein Gelege besteht meist aus zwei Eier.

## Systematik
Die Tiere auf den Bahamas haben ein dunkleres und bleifarben-grünes Oberseitengefieder und das Kronengefieder ist mehr gelblichgrün, speziell an der Stirn. Das obere gelbe Brustgefieder ist zur Unterseite hin weniger stark mit schwarzen Strichen umrandet und die Flanken sind grauer. Sie wurden als Unterart Setophaga p. bahamensis beschrieben; diese Unterart ist jedoch nicht offiziell anerkannt.